# Mosul-dæmningen
Mosul-dæmningen (arabisk: سد الموصل), tidligere kendt som Saddam-dæmningen (سد صدام), er den største dæmning i Irak. Den opdæmmer Tigris omkring 70 km nord for Mosul. Den opdæmmede sø rummer op til 11,1 kubikkilometer vand som driver et 750 MW-vandkraftværk med fire turbiner som forsyner de 1,7 millioner indbyggere i Mosul. Der er også et pumpekraftværk på 240 MW, og et flodkraftværk på 62 MW placeret nedstrøms som hører til Mosul-dæmningen.

## Bygning
Dæmningen blev opført i perioden 1980-1984. Et tysk-italiensk konsortium ledet af Hochtief Aktiengesellschaft stod for opførelsen som kostede 1,5 milliarder amerikanske dollar. I foråret 1985 begyndtes opdæmningen af Tigris som oversvømmede mange arkæologiske steder i området.

## Ustabilitet og vedligeholdelse
Den østlige dæmning er placeret på gips i undergrunden. Det er et blødt mineral som opløses ved kontakt med vand, og vedvarende vedligeholdelsesarbejde er nødvendigt for at stoppe nye lækager med cement.
Mere end 50.000 ton materiale er brugt til lapning siden lækagerne begyndte at udvikle sig kort tid efter at reservoiret var fyldt i 1986, og 24 maskiner pumper konstant ny cement ind i dæmningens fundament. En rapport fra september 2006 fra den amerikanske hærs ingeniørregiment sagde "med hensyn til mulighed for intern erosion i fundamentet, er Mosul-dæmningen den farligste dæmning i verden". Rapporten opstillede et worst-case scenarie i hvilket et pludseligt sammenbrud af dæmningen ville oversvømme Mosul med 20 m vand, og Bagdad, med syv millioner indbyggere, med fem meter vand med et estimeret dødstal på 500.000. En rapport fra oktober 2007 fra "US Special Inspector General for Iraq Reconstruction" sagde at dæmningens fundament kan give efter når som helst.
I 2004 blev det bestemt at dæmningens vandhøjde maksimalt måtte være 97 m.o.h. mod tidligere 101, for således at reducere presset på konstruktionen. Men ikke desto mindre fastholder Irak at USA overdriver risikoen. US Armys ingeniørkorps har foreslået at Badush-dæmningen som er under opførelse længere nede ad floden udvides så den kan opfange den store bølge som vil opstå hvis Mosul-dæmningen bryder sammen, hvilket er blevet afvist af Irak.
I 2007 udviklede og gennemførte US Armys ingeniørkorps en plan til 27 millioner amerikanske dollar til at hjælpe med vedligeholdelse og reparationer på kort sigt. Irak er ved at gennemføre en langsigtet plan som omfatter 67 m dybe mure rundt om dæmningsfundamentet. Projektet forventes at koste fire milliarder dollar og vare fire til fem år.[kilde mangler]

## Erobring af IS i 2014
Den 7. august 2014 erobrede Islamisk Stat dæmningen. IS's kontrol over Mosul-dæmningen skabte frygt for afbrydelse af elforsyningen fra dæmningen, eller endnu værre at ødelæggelsen af den kan medføre omfattende oversvømmelser langs Tigris.
Det førte til at irakiske specialstyker generobrede dæmningen den 16. august og overdrog kontrollen over dæmningen til de kurdiske peshmerga styrker.